# Имагинативно мишљење
Имагинативно мишљење је врста мишљења које настаје посредством менталних представа или слика које омогућује одвајање од стварности и стваралаштво. Оно се заснива на имагинацији, назависно од реалности. Може функционисати принципом потпуног занемаривања реалности или принципом преовладавања логике жеља. Свакодневним језиком названо, маштање је способност стварања представа о објектима, догађајима и ситуацијама које особа жели или у којима би волела да се нађе. Имагинативно мишљење долази до изражаја у фрази "машта може свашта". Захваљујући овој врсти мишљења човек се може одвојити од реалности и бити свестан нечега што по својој жељи ствара у глави. Резултат оваквог мишљења је стварање представа и идеја које су основ уметничких дела и научних проналазака као и субјективни производ маштања (нпр. сањарење). Оно треба да буде у потпуности свесно, активно и контролисано. Настаје под утицајем потреба, ставова, афеката и мотива.
Посматрањем исхода мисаоног процеса, имагинативно мишљење се може поделити на стваралачко и критичко мишљење.

## Стваралачко мишљење
Стваралачко мишљење је врста имагинативног мишљења, које је усмерено стварању нове, оригиналне творевине. Творевина може бити закон, технички изум, роман, слика, филм или музичко дело(али и дечји цртеж и сањарење).

## Критичко мишљење
Брижљиво се преиспитују чињенице, докази и закључци. Утемељено је на разуму и чињеницама, независно је од било ког ауторитета. Недогматско је, слободно од емоција, предрасуда, здравог разума и стереотипа.